# Torneo WTA de Budapest 2024
El Hungarian Grand Prix 2024 es un torneo de tenis que se juega en arcilla al aire libre del 15 al 21 de julio de 2024. Es la 22.ª edición del Budapest Grand Prix, y es un torneo WTA 250 en el Tour 2024 de la WTA.

## Distribución de puntos
| Modalidad           | Campeona | Finalista | Semifinal | Cuartos de final | 2ª ronda | 1ª ronda | Clasificadas | 3ª ronda de clasificación | 2ª ronda de clasificación | 1ª ronda de clasificación |
| Individual femenino | 280      | 180       | 110       | 60               | 30       | 1        | 18           | 14                        | 10                        | 1                         |
| Dobles femenino     | 280      | 180       | 110       | 60               | 1        | -        | -            | -                         | -                         | -                         |

## Cabezas de serie

### Individuales femenino
| Tenista          | Ranking | Preclasificada |
| Diana Shnaider   | 30      | 1              |
| Viktoriya Tomova | 48      | 2              |
| Wang Xiyu        | 54      | 3              |
| Sara Sorribes    | 55      | 4              |
| Magdalena Fręch  | 58      | 5              |
| Nadia Podoroska  | 65      | 6              |
| Moyuka Uchijima  | 68      | 7              |
| Varvara Gracheva | 70      | 8              |

- Ranking del 1 de julio de 2024.[2]

### Dobles femenino
| Tenista                         | Ranking | Preclasificada |
| Tímea Babos Ellen Perez         | 70      | 1              |
| Anna Danilina Irina Khromacheva | 95      | 2              |
| Maia Lumsden Anna Sisková       | 127     | 3              |
| Anna Bondár Kamilla Rakhimova   | 151     | 4              |

## Campeonas

### Individual femenino
Diana Shnaider venció a  Aliaksandra Sasnovich por 6-4, 6-4

### Dobles femenino
Katarzyna Piter /  Fanny Stollár vencieron a  Anna Danilina /  Irina Khromacheva por 6-3, 3-6, [10-3]